# Aigües
Aigües (spanisch: Aguas de Busot) ist eine südostspanische Gemeinde (municipio) mit 1.189 Einwohnern (Stand: 2024) in der Provinz Alicante der Valencianischen Gemeinschaft. 

## Geographie
Aigües liegt nahe der Costa Blanca im Südosten Spaniens. Die Ortsmitte von Aigües liegt etwa 22 Kilometer nördlich von Alicante und rund 50 Kilometer nordöstlich von Elche.
Im Norden grenzt die Gemeinde an Relleu und Orxeta, im Osten und Süden an El Campello und im Westen an Busot. Die Stadt liegt in der Metropolregion Alicante-Elche.

## Bevölkerungsentwicklung
| Jahr      | 2000 | 2001 | 2002 | 2003 | 2004 | 2005 | 2006 | 2007 | 2008  | 2009  | 2010  | 2011  | 2012  | 2013  |
| Einwohner | 581  | 592  | 624  | 637  | 737  | 801  | 827  | 951  | 1.047 | 1.064 | 1.084 | 1.118 | 1.105 | 1.073 |

## Sehenswürdigkeiten
- Schloss Castillo de Aigües aus dem 14. Jahrhundert